# Dani Romera
Daniel Romera Andújar, meglio noto come Dani Romera (Almería, 23 agosto 1995), è un calciatore spagnolo, attaccante dell'Arenteiro.

## Caratteristiche tecniche
Centravanti, gioca anche da esterno d'attacco a sinistra.